# Paya Ombik
Paya Ombik is een bestuurslaag in het regentschap Padang Lawas Utara van de provincie Noord-Sumatra, Indonesië. Paya Ombik telt 63 inwoners (volkstelling 2010).